# Monster Lab
Monster Lab é um jogo de videogame lançado para o Wii, PlayStation 2 e Nintendo DS, desenvolvido pela Backbone Entertainment e publicado pela Eidos. O jogo é descrito como "a mistura de Pokemon com Tim Burton". O jogador controla um dos três professores que devem construir seu próprio monstro. Com um total de 150 partes para a construção dos monstros e mais de 300 itens tendo a possibilidade de criação de mais de 100 milhões de variações na criação de seus próprios monstros. A versão do Wii disponibiliza ainda modos Wi-Fi.

## O jogo
O jogo se passa no mundo de Uncany Valley, no qual o vilão Baron Mharti domina com crueldade. O jogador deve ter o papel de cientista ao criar experimentos, dentre a variedade de possibilidades, para desenvolver o se próprio monstro.
Tomando controle do seu monstro, o jogador deve explorar o mundo, procurando por ingredientes para fazer mais partes diferentes para o monstro, caçando outros monstros para combater, resolvendo missões ou simplesmente competir em mini-games.

## Recepção
Notas dadas ao jogo por sites e revistas especializadas:
| Plataforma | Agregador | Pontuação | Referências |
| ---------- | --------- | --------- | ----------- |
| Wii        | IGN       | 7.9       | [ 2 ]       |